# Белый шквал
«Бе́лый шквал» (англ. White Squall) — фильм режиссёра Ридли Скотта, основан на реальных событиях.

## Сюжет
1961 год. Чак Гиг и другие подростки отправляются в плавание на судне «Альбатрос» под руководством капитана Кристофера Шелдона. Вместе они познают дружбу, взаимовыручку, преодолевают различные трудности. Но по пути домой они попадают в белый шквал, в котором гибнут жена Шелдона — доктор на корабле, двое учеников и кок. Остальные участники плавания забрались в спасательные шлюпки, а через некоторое время их спасло мимо проходившее судно.
Против капитана возбуждено дело с целью лишить его лицензии, но его ученики, ставшие уже одной командой, вступаются за него.

## В ролях
| Актёр              | Роль                       |
| ------------------ | -------------------------- |
| Джефф Бриджес      | капитан Кристофер Шелдон   |
| Кэролайн Гудолл    | доктор Элис Шелдон         |
| Джон Сэвидж        | учитель английского Маккри |
| Скотт Вульф        | Чарльз «Чак» Гиг           |
| Джереми Систо      | Фрэнк Бомон                |
| Райан Филипп       | Джил Мартин                |
| Бальтазар Гетти    | Тод Джонстон               |
| Итан Эмбри         | Трейси Лэпчик              |
| Хулио Оскар Мечосо | кок Жирар Паскаль          |
| Джордан Кларк      | Чарльз Гиг-старший         |
| Джеймс Ребхорн     | капитан Тайлер             |
| Джилл Ларсон       | Пегги Бомонт               |

В кораблекрушении погибло шестеро человек, а не четверо, как показано в фильме, но в финальных титрах указаны все 6 погибших.